# Dual (2022)
Dual ist ein Science-Fiction-Thriller von Riley Stearns, der Ende Januar 2022 beim Sundance Film Festival seine Premiere feierte und am 15. April 2022 in die US-Kinos kam.

## Handlung
In einer Zukunft, in der das Klonen von Menschen für jedermann nutzbar ist, beschließt die todkranke Sarah, sich selbst zu klonen. Ihre Kopie soll ihr Leben fortführen. Als sie sich jedoch plötzlich unerwartet von ihrer Krankheit erholt, muss sie sich mit ihrem eigenen Klon in einem Kampf auf Leben und Tod stellen.

## Produktion
Regie führte Riley Stearns, der auch das Drehbuch schrieb. Der Film wurde komplett in Tampere gedreht.
Erste Vorstellungen des Films erfolgten ab dem 22. Januar 2022 beim Sundance Film Festival. Im April 2022 wird er beim Florida Film Festival und beim Seattle International Film Festival gezeigt. Am 15. April 2022 kam der Film in die US-Kinos. Ende April, Anfang Mai 2022 erfolgten Vorstellungen beim Prague International Film Festival (Febiofest). Ende Juni 2022 wurde er beim Filmfest München gezeigt. Anfang September 2022 wird er beim Festival des amerikanischen Films in Deauville im Hauptwettbewerb vorgestellt.

## Rezeption

### Altersfreigabe und Kritiken
In den USA erhielt der Film von der MPAA ein R-Rating, was einer Freigabe ab 17 Jahren entspricht.
Von den bei Rotten Tomatoes aufgeführten Kritiken sind 70 Prozent positiv.

### Auszeichnungen
Critics’ Choice Super Awards 2023
- Nominierung als Beste Schauspielerin in einem Science-Fiction-/Fantasyfilm (Karen Gillan)[11]

Festival des amerikanischen Films 2022
- Nominierung im Hauptwettbewerb[12]

Neuchâtel International Fantastic Film Festival 2022
- Nominierung im Internationalen Wettbewerb[13]

Saturn-Award-Verleihung 2022
- Auszeichnung als Bester Independentfilm

Sundance Film Festival 2022
- Nominierung im U.S. Dramatic Competition